# Refugio de la isla Blaiklock
El refugio de la isla Blaiklock (en inglés Blaicklock Island Refuge) es un refugio británico situado en la isla Blaiklock, frente a las costas de la península Antártica, y era controlado por la British Antarctic Survey. Fue construido en la costa oeste por la Falkland Islands Dependencies Survey e inaugurado el 6 de marzo de 1957, y estuvo activo hasta 1958. Tenía función tanto de refugio como de base avanzada para trabajos de cartografía e investigaciones geológicas, así como de refugio satélite para personal de las bases E, W e Y.
Junto a la Base Y, el 19 de mayo de 1995 fue declarado Sitio y Monumento Histórico de la Antártida (SMH-63) según el Sistema del Tratado Antártico. Fue limpiado y reparado en marzo de 1997 y desde octubre de 2014 es gestionado por el UK Antarctic Heritage Trust.